# Liste antiker Ortsnamen und geographischer Bezeichnungen/Dr
| Lateinischer Name | Griechischer Name     | Beschreibung                                                               | Heute                                                                                               | Quellen und Verweise | Lage |
| ----------------- | --------------------- | -------------------------------------------------------------------------- | --------------------------------------------------------------------------------------------------- | -------------------- | ---- |
| Drabescus         |                       |                                                                            | | Smith;               |      |
| Draco             | Δράκων (Drakōn)       | Fluss in der Propontis                                                     | Yalakdere in der Türkei, der westlich von Karamürsel in das Marmarameer mündet                      | Smith;               |      |
| Draco             | Δράκων (Drakōn)       | Fluss in Kampanien                                                         | vielleicht der Sarno                                                                                | Smith;               |      |
| Draco Mons        |                       |                                                                            | | Smith;               |      |
| Drahonus          |                       |                                                                            | | Smith;               |      |
| Drangiana         | Δραγγιανή (Drangianē) | persische Satrapie                                                         | im Grenzgebiet von Afghanistan, Pakistan und Sistan im Iran                                         | Smith;               |      |
| Draudacum         |                       | Kastell im südlichen Illyrien                                              | | RE; Smith;           |      |
| Dravus            |                       |                                                                            | | Smith;               |      |
| Drepanum          | Δρέπανον (Drepanon)   | Stadt an der Westspitze Siziliens                                          | Trapani in Italien                                                                                  | Smith;               |      |
| Drepanum          | Δρέπανον (Drepanon)   | Stadt an der Küste der Kyrenaika                                           | vermutlich Carcura in Libyen                                                                        |                      |      |
| Drepanum          | Δρέπανον (Drepanon)   | Kap an der Nordküste der Peloponnes                                        | bei Drepano (Achaia) in der Gemeinde Aroania in der Präfektur Achaia, etwa 10 km östlich von Patras | Smith;               |      |
| Drepanum          | Δρέπανον (Drepanon)   | Kap an der Nordwestküste Kretas                                            | bei Drapanon                                                                                        | Smith;               |      |
| Drepanum          | Δρέπανον (Drepanon)   | Landvorsprung am östlichen Ufer des Goldenen Horns                         | vermutlich der Bezirk Sütlüce in Istanbul                                                           |                      |      |
| Drepanum          | Δρέπανον (Drepanon)   | Kap an der Westküste Zyperns, nahe einer gleichnamigen Stadt               | vermutlich nahe Agios Georgios Pegeias                                                              |                      |      |
| Drepanum          | Δρέπανον (Drepanon)   | Kap an der Westküste des Roten Meeres auf der Höhe der Südspitze des Sinai | Ras Gebel Zeit in Ägypten                                                                           | Smith;               |      |
| Drepanum          | Δρέπανον (Drepanon)   | Kap an der ägyptischen Mittelmeerküste                                     | vermutlich Marsa Aasi etwa 60 km westlich von Marsa Matruh                                          |                      |      |
| Drepanum          |                       | siehe Helenopolis                                                          | |                      |      |
| Drepsa            |                       |                                                                            | | Smith;               |      |
| Dreros            |                       | Stadt auf Kreta                                                            | östlich von Neapoli                                                                                 | PECS;                |      |
| Dresia            | Δρεσία (Dresia)       | Stadt in Phrygien                                                          | | Smith;               |      |
| Dricca            |                       |                                                                            | | Smith;               |      |
| Drilae            |                       |                                                                            | | Smith;               |      |
| Drilo             |                       |                                                                            | | Smith;               |      |
| Drinus            |                       |                                                                            | | Smith;               |      |
| Drium             |                       |                                                                            | | Smith;               |      |
| Dromiscus         |                       |                                                                            | | Smith;               |      |
| Dromos Aciillis   |                       |                                                                            | | Smith;               |      |
| Dropici           |                       |                                                                            | | Smith;               |      |
| Drpubetis         |                       |                                                                            | | Smith;               |      |
| Druentia          |                       |                                                                            | | Smith;               |      |
| Druna             |                       |                                                                            | | Smith;               |      |
| Drusipara         |                       |                                                                            | | Smith;               |      |
| Dryaena           |                       |                                                                            | | Smith;               |      |
| Drymaea           |                       |                                                                            | | Smith;               |      |
| Drymus            |                       |                                                                            | | Smith;               |      |
| Drymussa          |                       |                                                                            | | Smith;               |      |
| Drynaemetum       |                       |                                                                            | | Smith;               |      |
| Dryopes           |                       |                                                                            | | Smith;               |      |
| Drys              |                       |                                                                            | | Smith;               |      |